# Yavaraté
Yavaraté es una de las tres áreas no municipalizadas del departamento colombiano de Vaupés. Compuesto por los centros poblados: Florida, Monforth, Piracuara y Yavaraté. Se encuentra a 100 m s. n. m. Tiene una población de 1.269 habitantes. Se ubica en la frontera con Brasil, teniendo como vecina la localidad de Iauareté.